# Julian Holloway
Julian Robert Stanley Holloway  (Watlington, Oxfordshire, 1944. június 24. – 2025. február 16.) angol filmszínész, szinkronszínész, komikus. A Folytassa-vígjátéksorozatban alakított szerepei mellett számos mozifilmből és televíziós sorozatból ismert, a 2000-es évektől rádiós, animációs és számítógépes produkciókban hangszínészként és szinkronszínészként is dolgozott.

## Élete

### Pályája
| Julian Holloway                           | Julian Holloway                           |
| Kattints az alábbi külső linkek egyikére! | Kattints az alábbi külső linkek egyikére! |
| ----------------------------------------- | ----------------------------------------- |
| Nem található szabad kép.(?)              |                                           |
| külső link · jogvédett                    | Holloway (1970-es évek)                   |

Színészcsaládból származott. Édesapja Stanley Holloway (1890–1982) költő, író, színész, énekes táncos és humorista, édesanyja Violet Marion Lane (1913–1997) színésznő, Stanley második felesége volt, akivel 1939-ben házasodtak össze. Egyetlen közös gyermekük, Julian 1944-ben született és 1963-ban végzett a londoni Royal Academy of Dramatic Art színiiskolán.
Az 1960-as évek elejétől kapta első filmes és televíziós szerepeit. Ismertségét 1967–1976 között, a Folytassa-vígjátéksorozat nyolc filmjében nyújtott alakításaival szerezte. 
További mozifilmekben kapott mellékszerepeket, így az 1967-es Tréfacsinálók (The Jokers) című bűnügyi vígjátékban, és az 1970-es Scream and Scream Again c. horrorfilmben, mint nyomozó rendőr őrmester, Vincent Price és Christopher Lee mellett.
Szerepelt sikeres televíziós sorozatokban, az 1961-es  Bosszúállók-ban, az Angyal kalandjai bűnügyi sorozatban, és az 1977-es The Professionals kémfilm-sorozatban. Szerepelt a Ki vagy, doki? tudományos-fantasztikus sorozatban, Sylvester McCoy, a hetedik Doki mellett, a háromrészes Survival évadban, 1989-ben, röviddel a sorozat átmeneti leállítása előtt.
1970-ben Holloway először próbálkozott hangszínészként, Christopher Jones szerepszövegét mondta mikrofonba a Ryan lánya c. filmben, mert David Lean rendező az eredeti színész szövegével nem volt megelégedve.
1974-ben Horst Jansont szinkronizálta a Krónosz kapitány, a vámpírvadász c. kalandfilmben.
1981-ben Holloway producerként működött közre a Kasszasiker (Loophole) című bűnügyi kalandfilmet, Albert Finney és Martin Sheen főszereplésével. Az 1970-es években két rövidfilmet írt és gyártatott. Emellett brit és amerikai színpadi alakításokat is vállalt, így eljátszotta Alfred Doolittle-nek, Eliza részeges apjának szerepét a My Fair Lady c. musicalben a New York-i Broadway-n. Ezt a szerepet 1964-ben saját apja, Stanley Holloway alakította George Cukor My Fair Lady-filmjében.
Az 1990-es évek elejétől Holloway egyre ritkábban állt kamerák elé, inkább szinkronszínészi munkákra specializálta magát angol és amerikai animációs és kompjúter-animációs produkciókban. Szerepelt a  Hová tűnt Vili?, a James Bond Jr. rajzfilmsorozatokban, és a főszereplő hangját adta a Captain Zed and the Zee Zone sorozatban.
2004-ben Father of the Pride című DreamWorks-sorozatban Siegfried Fischbacher hangját adta, 2010–2020 között a Star Wars: A klónok háborúja sorozatban a mandalóriai Almec hangját adta. A 2000-es évtized közepétől Holloway számítógépes játékokat is szinkronizált, köztük a Star Wars: The Old Republic-ot és a Diablo III-at.

### Magánélete
Holloway 1971-től kezdve Zena Walker (1934–2003) színésznővel élt házasságban, de még az 1970-es évek közepén elváltak.
1976-ban rövid ideig viszonyt tartott fenn Tessa Dahl (1957) író-színésznővel, Patricia Neal és Roald Dahl író egyik leányával.
Ebből a viszonyból született 1977-ben közös leányuk, Sophie Dahl fotomodell, író.
1991-ben Holloway feleségül vette Debbie Wheeler színésznőt, akitől 1996-ban elvált.

## Főbb filmszerepei
- 1961: Bosszúállók (The Avengers), tévésorozat, férfi a tömegben
- 1964: Az Angyal kalandjai (The Saint), tévésorozat, Luella epizód, bárpincér
- 1964: Mindenből a legjobbat (Nothing But the Best), banktisztviselő
- 1964: Egy nehéz nap éjszakája (A Hard Day’s Night), Adrian
- 1965: A csábítás trükkje (The Knack… and How to Get It), őr
- 1967: Tréfacsinálók (The Jokers), party-vendég
- 1967: Folytassa az idegenlégióban! (Carry On – Follow that Camel), vasúti kalauz
- 1967: Folytassa, doktor! (Carry On Doctor), Simmons
- 1968: Folytassa a Khyber-szorosban! (Carry On… Up the Khyber), Shorthouse őrnagy
- 1969: Folytassa a kempingezést! (Carry On Camping), Jim Tanner
- 1970: Scream and Scream Again, Griffin rendőrnyomozó
- 1970: Folytassa a szerelmet! (Carry on Loving), Adrian
- 1970: Ryan lánya (Ryan’s Daughter), Doryan őrnagy (angol hang)
- 1971: Erzsébet királynő (film) (Elizabeth R), tévé-minisorozat, de Noailles gróf
- 1971: Folytassa, Henry! (Carry on Henry), Sir Thomas
- 1971: Folytassa, amikor Önnek megfelel! (Carry on at Your Convenience), Roger
- 1972: A fiatal Churchill (Young Winston), Baker kapitány
- 1973: Carry on Christmas, tévéfilm, horgászatvezető, / Rhodes kapitány
- 1974: Krónosz kapitány, a vámpírvadász (Captain Kronos: Vampire Hunter), Kronosz (angol hangja)
- 1975: Z Cars, tévésorozat, Johnny Pearson
- 1976: Folytassa Angliában! (Carry on England), Butcher őrnagy
- 1976–1977: The New Avengers, tévésorozat, Charles Thornton
- 1978: The Professionals, tévésorozat, Harvey
- 1979: Sittre vágyva (Porridge), Bainbridge
- 1980: Csiszolatlan gyémánt (Rough Cut), Ronnie Taylor
- 1983: Bíbor és fekete (The Scarlet and the Black), Alfred West
- 1983: Hallelujah!, tévésorozat, Harry Beasley
- 1986: Ha eljön a holnap (If Tomorrow Comes), tévé-minisorozat, Trevor
- 1989: Ki vagy, doki? (Doctor Who), tévésorozat, Survival, Paterson
- 1990: Michelangelo (A Season of Giants), Aldovrandi
- 1991: Hová tűnt Vili? (Where’s Waldo?), tévésorozat, Odlaw
- 1991: James Bond Jr., tévésorozat, Mr.Bradford Milbanks / Dr.Derange / Dr.Julius No
- 1990–2000: Beverly Hills 90210 (Beverly Hills, 90210), narrátor
- 1991–1992: Captain Zed and the Zee Zone, animációs tévésorozat, Zed kapitány (angol hang)
- 1986– Baleseti sebészet (Casualty), tévésorozat, Jim
- 2004–2005: Father of the Pride, animációs tévésorozat, Siegfried
- 2009: Karácsonyi ének, animációs film, kövér szakács, szegényember, üzletember (hang)
- 2011: Rumnapló (The Rum Diary), Wolsey
- 2011: Star Wars: The Old Republic, videojáték, Ambassador Yoran / Corporal Haddon / General Bourom (hang)
- 2012: Diablo III, videójáték, hangok
- 2009–2017: Parkműsor (Regular Show), animációs tévésorozat, halál, kacsaember, nagyapa (hangok)
- 2010–2020: Star Wars: A klónok háborúja (Star Wars: The Clone Wars), animációs tévésorozat, Almec / miniszterelnök / Kilian admirális (hangok)